# Deutscher Jugendfotopreis
Der 1961 gegründete Deutsche Jugendfotopreis prämiert seit 1962 die besten Fotos von Kindern, Jugendlichen und jungen Erwachsenen unter 26 Jahren.  Die Preise werden von der Jury in vier Altersgruppen (bis 10 Jahre, 11 bis 15 Jahre, 16 bis 20 Jahre, 21 bis 25 Jahre) vergeben.
Das Deutsche Kinder- und Jugendfilmzentrum (KJF), welches zur Akademie der Kulturellen Bildung des Bundes und des Landes NRW gehört, veranstaltet den Deutschen Jugendfotopreis in der Regel in zweijährigen Abständen. Der Preis wird gestiftet und finanziert vom Bundesministerium für Familie, Senioren, Frauen und Jugend und gefördert vom Ministerium für Kinder, Familie, Flüchtlinge und Integration des Landes Nordrhein-Westfalen und vom Photoindustrie-Verband. Langjähriger Partner ist die Deutsche Gesellschaft für Photographie (DGPh).